# Рукша
Рукша — река в России, протекает в Угличском районе Ярославской области; правый приток реки Корожечна.
Есть сравнительно крупный приток справа.
Сельские населённые пункты около реки: Гаврилово, Горячкино, Поповичево, Высоково, Климатино, Новинки, Филиппово, Цибино, Шеино; напротив устья — Селеменево.